# 마레크 말리크
마레크 말리크(체코어: Marek Malík, 1975년 6월 24일~)는 체코의 은퇴한 아이스하키 선수로 포지션은 수비수이다. 내셔널 하키 리그(NHL)의 하트퍼드 웨일러스, 캐롤라이나 허리케인스, 밴쿠버 커넉스, 뉴욕 레인저스, 탬파베이 라이트닝 소속으로 활약했으며, NHL 통산 691경기에 출전했다.
국제 대회에서는 체코 아이스하키 국가대표팀 소속으로 참가했으며, 2004년 아이스하키 월드컵에서 3위를 했으며, 2006년 동계 올림픽에서 동메달을 획득했다.